# Holland (provins)
|  | Denne artikel omhandler provinsen Holland. For hele den nuværende stat, se Holland. |
Holland er en historisk provins i Nederlandene. Provinsen var del af de Republikken af de syv forenede Nederlande.
I dag betragtes området, der omfatter Nordholland og Sydholland, på mange måder stadig som en geografisk og kulturel helhed, og det er almindeligt at tale om området Holland, indbyggerne Hollanders og deres dialekt Hollands.

## Historie
Holland opstod som et grevskab i det Tysk-romerske rige. Det blev senere den førende provins i de historiske Nederlande.
Siden 1840 har Holland været opdelt i provinserne Nordholland (Noord-Holland) og Sydholland (Zuid-Holland).

## Transport
Fra det 15. til starten af det 20. århundrede blev meget af den interne transport håndteret med både i såkaldt beurtvaart, som var faste sejlplaner mellem byerne. 
52°15′00″N 4°40′01″Ø / 52.25°N 4.667°Ø